# 馬克-安托萬·帕塞瓦爾
馬克-安托萬·帕塞瓦爾·德·塞納（法語：Marc-Antoine Parseval des Chênes，1755年4月27日—1836年8月16日）是一名法國數學家，以提出「傅立葉轉換是么正算符」的帕塞瓦爾定理而知名。
帕塞瓦爾出生於法國羅西耶爾歐薩利訥的一個貴族家庭。1795年與Ursule Guerillot結婚，但沒多久就與她離婚。他是一名反對法國大革命的君主主義者，曾於1792年入獄，後來因發表批評拿破崙政府的詩歌而逃離法國。
1796年至1828年，他曾五次被提名為法國科學院院士，但從未當選。